# Anton Dollacker
Anton Dollacker (* 1. Juni 1862 in Amberg; † 24. September 1944 ebenda) war ein bayerischer Jurist und Heimatforscher.
Dollacker wurde als Sohn des Landgerichtsrats Georg Dollacker geboren. Nach Besuch des Gymnasiums in Amberg studierte er Recht an der Universität München und trat dann in den Justizdienst des Königreichs Bayern ein. Eingesetzt wurde er in der Verwaltung der Gefängnisse in Kaiserslautern, Nürnberg und Wasserburg am Inn. Nach Erreichen der Altersgrenze wurde er im Rang eines Oberregierungsrates pensioniert.
Über seinen beruflichen Wirkungskreis hinaus erwarb sich Dollacker in seiner Heimatstadt große Verdienste um die Forschung zur Stadtgeschichte und die Geschichte der Oberpfalz von der Urzeit bis zur Gegenwart. Unter seiner Mithilfe konnten die Bestände des Stadtarchivs geordnet und erschlossen werden.
Zeitgleich mit seinem Bruder Josef wurde er am 9. März 1934 zum Ehrenbürger von Amberg ernannt.

## Werke
- Vergessene Handelswege durch die mittlere Oberpfalz zur Donau unterhalb Ingolstadt. Ingolstadt 1934 (Digitalisat).